# Elecciones presidenciales de Egipto de 1999
Las elecciones presidenciales se llevaron a cabo en Egipto el 26 de septiembre de 1999, consistiendo en un referéndum sobre la candidatura de Hosni Mubarak, después de haber sido nominado por la Asamblea Popular. Mubarak fue apoyado por todos los partidos de la oposición, exceptuando el Partido Nasserista y algunos candidatos independientes. Se trató de la última elección presidencial indirecta, pues las de 2005 se celebrarían por voto popular.
La candidatura de Mubarak fue aprobada por el 93,8%, con participación de los votantes informó de que el 79,2%.  443 parlamentarios votaron a favor de Mubarak, mientras que 11 votaron en contra.

## Resultados
| Elección                           | Votos      | %     |
| ---------------------------------- | ---------- | ----- |
| A favor                            | 17,554,856 | 93.79 |
| En contra                          | 1,162,525  | 6.21  |
| Votos en blanco/inválidos          | 240,512    | –     |
| Total                              | 18,957,893 | 100   |
| Votantes registrados/participación | 23,934,907 | 79.20 |